# Laurens Janszoon Coster

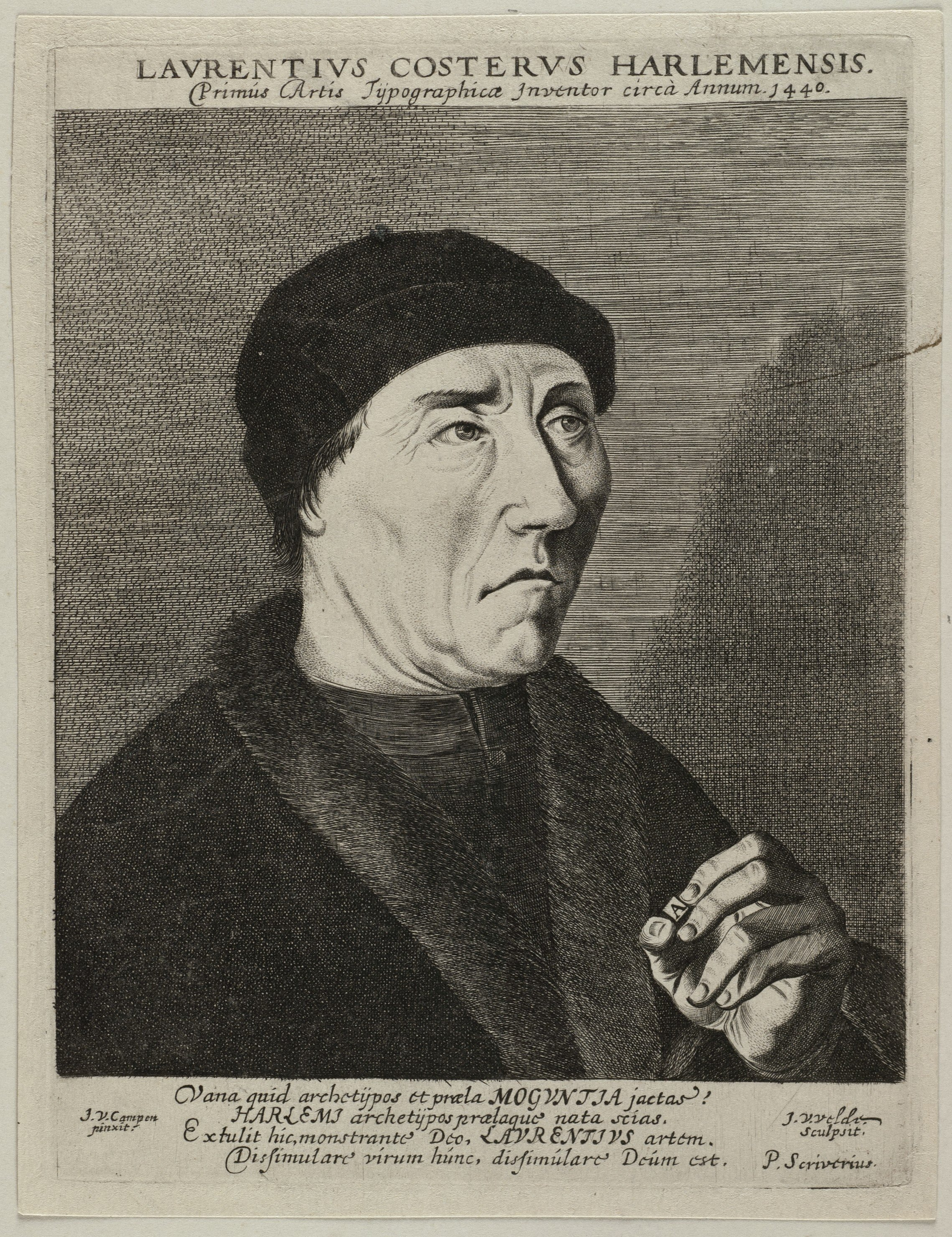
Gefantaseerd portret van Laurens Janszoon Coster

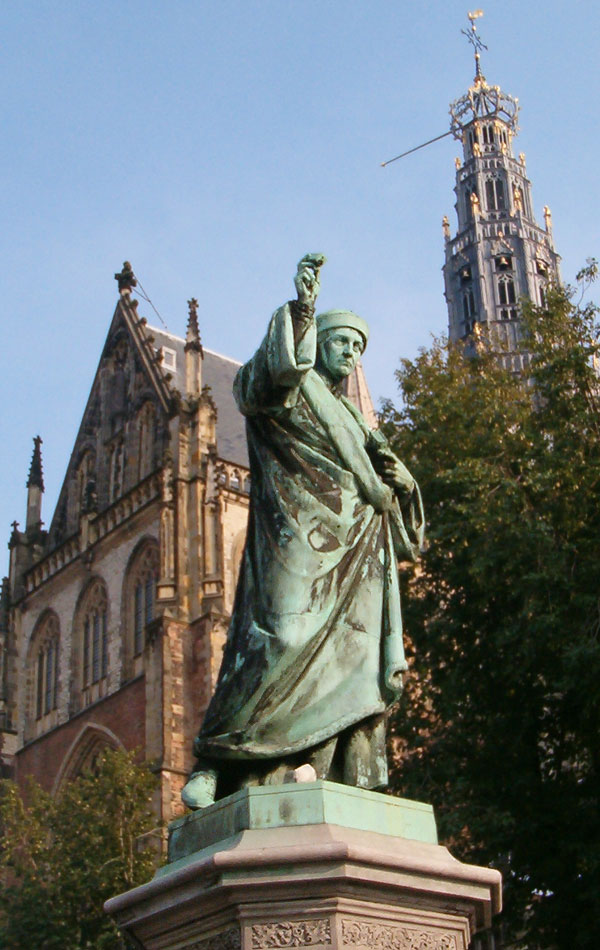
Standbeeld van Laurens Janszoon Coster op de Grote Markt in Haarlem

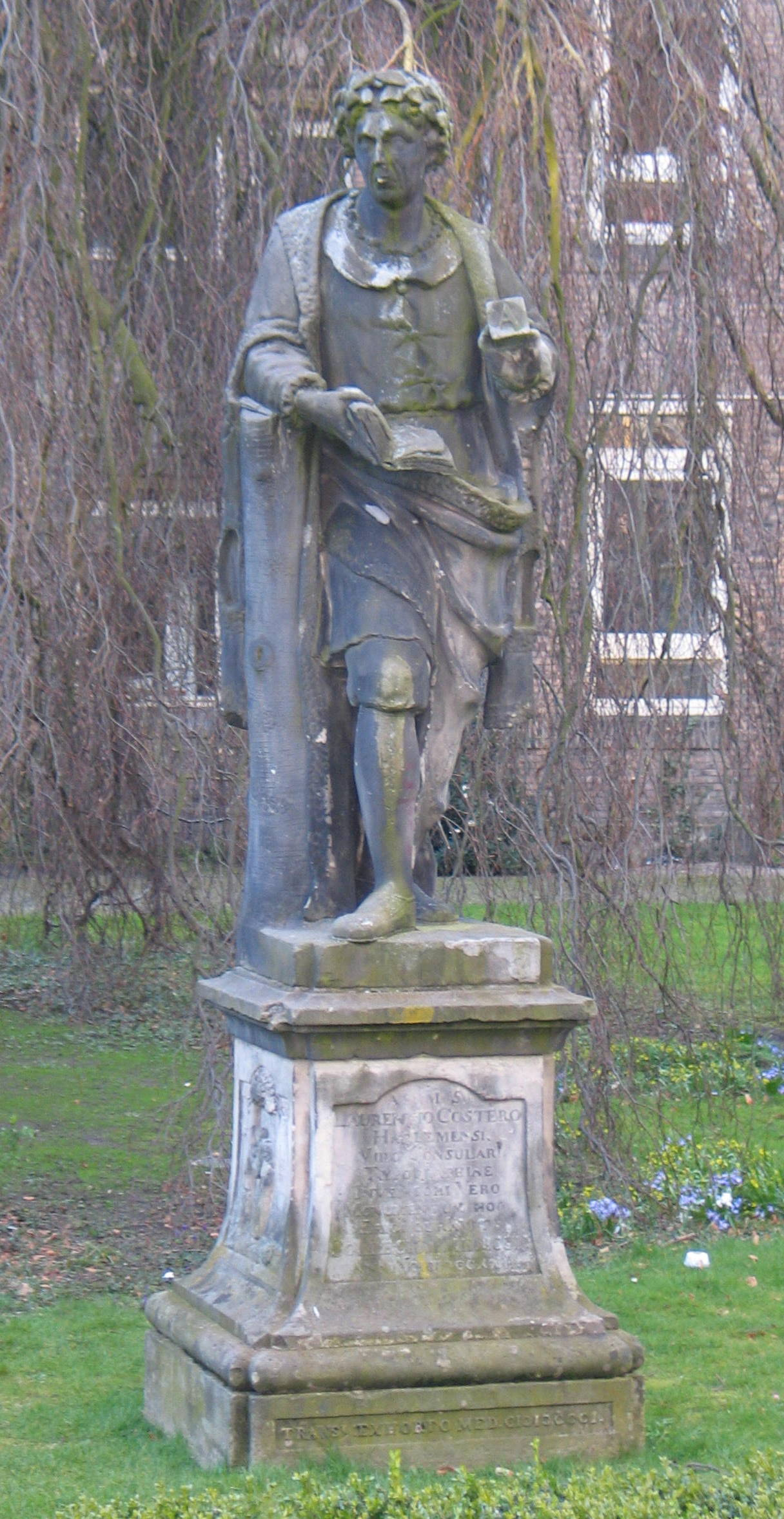
Beeld van Coster in de Hortus Medicus in Haarlem

Laurens Janszoon Coster is de naam die wordt toegeschreven aan een Haarlemse koster die in de 15e eeuw zou hebben geleefd, en die met name in Nederland eeuwenlang beschouwd werd als de uitvinder van de boekdrukkunst. 
Er is echter twijfel gerezen aan de historiciteit van het personage Coster. Algemeen wordt aangenomen dat Johannes Gutenberg uit het bisdom Mainz (destijds onderdeel van het Heilige Roomse Rijk) de echte uitvinder van de boekdrukkunst in Europa geweest is, en wel in 1452.
De drukpers als instrument bestond in de vijftiende eeuw al honderden jaren en dat daarmee teksten gedrukt konden worden, was algemeen bekend en gebruikelijk. Door een 'houtsnede' van zowel een afbeelding als een bijbehorende tekst te maken, konden bladen gedrukt worden. Door deze bladen aan elkaar te plakken en bijeen te binden werd een blokboek gevormd. Deze manier van drukken beperkte door slijtage van de houtsnede het aantal afdrukken tot hooguit enkele honderden. 
De innovatie van de boekdrukkunst die aan Coster werd toegeschreven zit in het werken met losse letters, in plaats van een houtsnede voor een hele pagina. Hierdoor werden voordelen behaald ten opzichte van het blokboek, zoals herbruikbaarheid van de letters en gemakkelijkere en goedkopere correctie en redactie.

## Overlevering
Costers betrokkenheid is voornamelijk gebaseerd op mondelinge overlevering uit het begin van de zestiende eeuw. Er zijn twee Haarlemmers met de naam Laurens Janszoon geweest. De eerste (1370-1439) was koopman en heeft nooit de achternaam Coster gebruikt. De tweede (1410-1484) gebruikte die achternaam wel en is eigenaar geweest van het huis op de Grote Markt 33 in Haarlem, dat in 1929 door de gemeente Haarlem is afgebroken. Dit huis stond een paar deuren verwijderd van wat het Costerhuis (Grote Markt 25) is gaan heten. Voor de hypothetische uitvinding in 1423 zou deze dus veel te jong zijn geweest.
De enige aanwijzing voor vroeg drukwerk in Nederland stamt uit de Keulse Kroniek uit 1499. Daarin vermeldt de eerste Keulse drukker Ulrich Zell, een drukkersleerling uit Keulen, toen tussen de 60 en 69 jaar oud, dat de boekdrukkunst in 1450 in Mainz werd toegepast, maar dat voor die tijd al Vurbyldung in de Nederlanden was geweest, waar men het gebruikte om teksten over Latijnse grammatica te drukken (Donatus). De naam Coster wordt hier echter niet genoemd. 
In ultimo is de "Costerlegende" gebaseerd op een enkele bron, namelijk het zeventiende hoofdstuk van Batavia, een werk van de Haarlemmer Hadrianus Junius uit de zestiende eeuw. Dit hoofdstuk heeft de vorm van een klassieke pleitrede tegen de aanhangers van Gutenberg. Volgens de overlevering deed Coster de uitvinding bij toeval in het stadsbos de Haarlemmerhout, toen hij in een park stukjes beukenschors in de vorm van letters sneed, die op het moment dat ze op de grond vielen een afdruk in het zand achterlieten. Deze voorstelling van zaken is echter vrijwel zeker a-historisch.

## Costerlegende
In 1988 – een "Coster-jaar" – verscheen er een studie met daarin de resultaten van een archiefonderzoek naar de historische Laurens Jansz. Coster. In dit boek werd aangetoond, dat Gerrit Thomas (ca. 1482 - ca. 1568), die beschouwd kan worden als degene die aan de basis stond van de Coster-cultus, zijn stamboom ietwat had "opgesierd", om zodoende te kunnen claimen, dat hij (Thomas) in rechte lijn van Laurens Jansz. Coster zou afstammen. Een andere conclusie was dat Laurens Jansz. Coster nooit heeft gewoond op de Grote Markt 25 (het huis, waar het standbeeld van Coster voor staat). Coster was de eigenaar van het hiervoor genoemde huis dat in 1929 is afgebroken.

## Costeriana
Er bestaan oude drukwerkjes uit de Nederlanden die Costeriana genoemd worden. Mocht Coster echt bestaan hebben en als de Costeriana oud genoeg zijn, dan zou het kunnen dat ze daadwerkelijk door Coster gemaakt zijn, maar ze zijn gesigneerd noch gedateerd. De drukkwaliteit van de Costeriana is daarnaast zeer matig. De status van Coster als (verondersteld) belangrijk uitvinder wordt er door de Costeriana niet aannemelijker op. Echter bij het Britse veilinghuis Sotheby's is een kleine snipper van een stuk drukwerk geveild dat 18 letters bevat en dat onder meer zegt dat het in 1430 in Haarlem gedrukt werd; de naam van de drukker wordt echter niet genoemd.
De verzameling Costeriana is aangelegd door de eerste bibliothecaris van Haarlem in 1821, toen het kersverse Koninkrijk der Nederlanden zat te springen om nationale symbolen.

## Gedenktekens
In Haarlem staat op de Grote Markt een standbeeld van Laurens Janszoon Coster, dat is ontworpen door de beeldhouwer Louis Royer en onthuld op 16 juli 1856. Het beeld is in de loop der jaren enkele keren van locatie veranderd, voor het laatst in 1966. Het beeld wordt veelal gebruikt als ontmoetingspunt, omdat de hele Grote Markt erop uitkijkt.
Andere gedenktekens voor Coster als uitvinder van de boekdrukkunst zijn het standbeeld in de Hortus Medicus van het Stedelijk Gymnasium Haarlem, in 1722 gemaakt door Gerrit van Heerstal naar een ontwerp van Romeyn de Hooghe, en het Costermonument in de Haarlemmerhout. Uiteraard zijn alle verbeeldingen ontsproten aan de fantasie van de makers, er bestaan geen afbeeldingen door tijdgenoten.
In de gevel van het pand Haarlemmerstraat 86 te Leiden is ook een beeld van Coster verwerkt, gemaakt naar een ets van Pieter Saenredam uit 1630. In zijn linkerhand houdt hij de letter A vast en in zijn rechterhand een vel perkament met de tekst: 'LAVRENTIO KOSTERO HARLEMENSI PRIMO ARTIS TYPOGRAFICAE INVENTORI CIRCA ANNVM DNI MCCCCXXX'. Vertaling: Voor Laurens Koster van Haarlem, de eerste vinder van de boekdrukkunst omstreeks het jaar onzes Heren 1430.

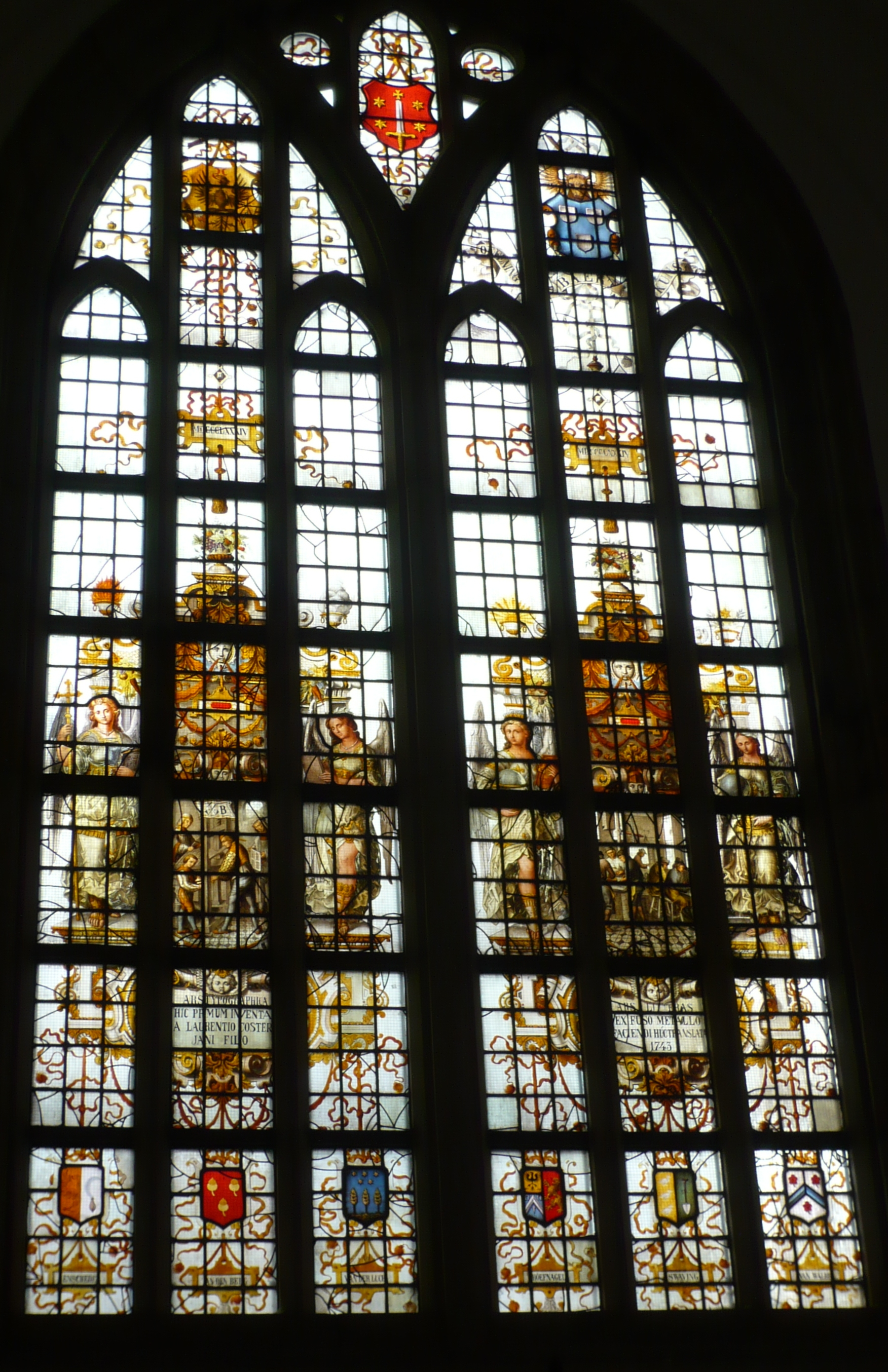
Coster-raam in de Grote Kerk in Haarlem
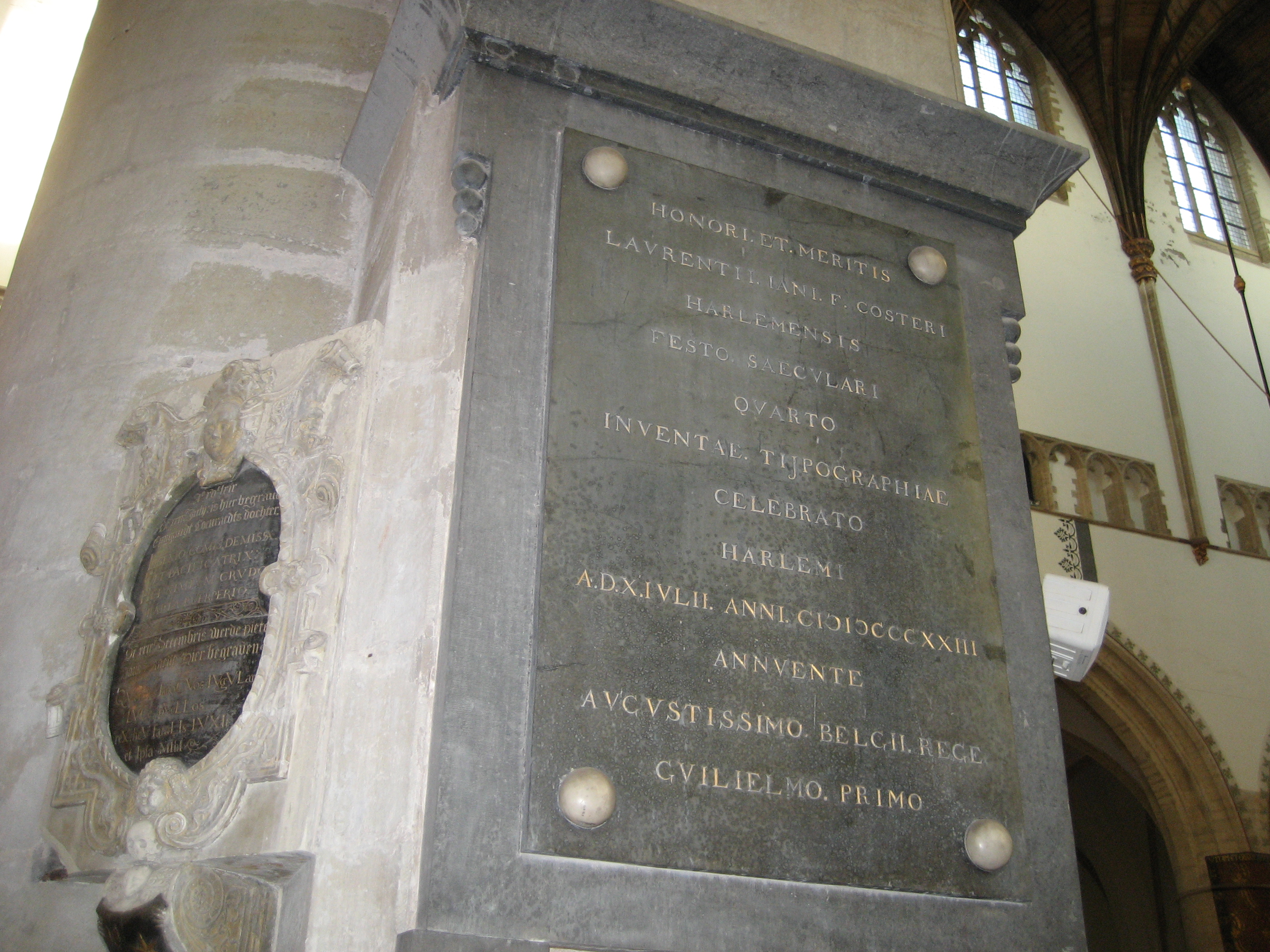
Plaquette in de Grote Kerk in Haarlem
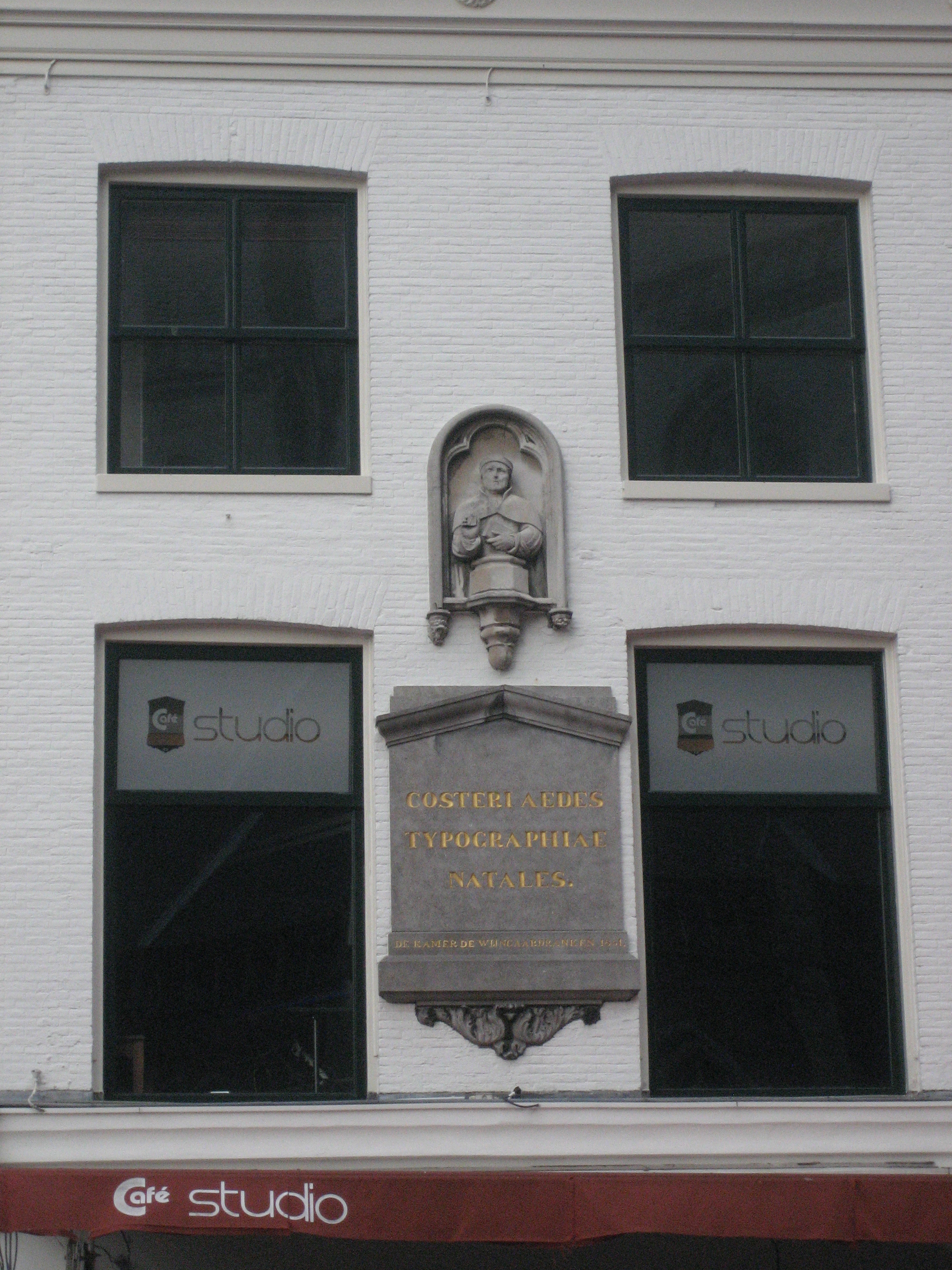
Plaquette en buste van Coster aan de Grote Markt in Haarlem
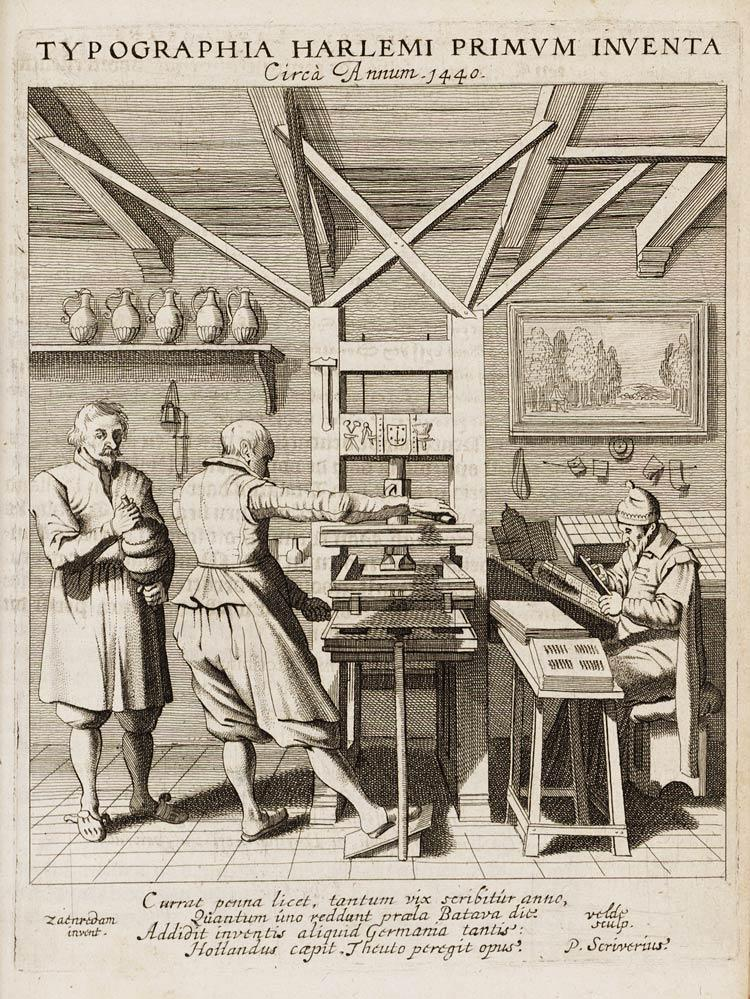
Geromantiseerde afbeelding uit 1628 van boekdrukken in Haarlem in 1440
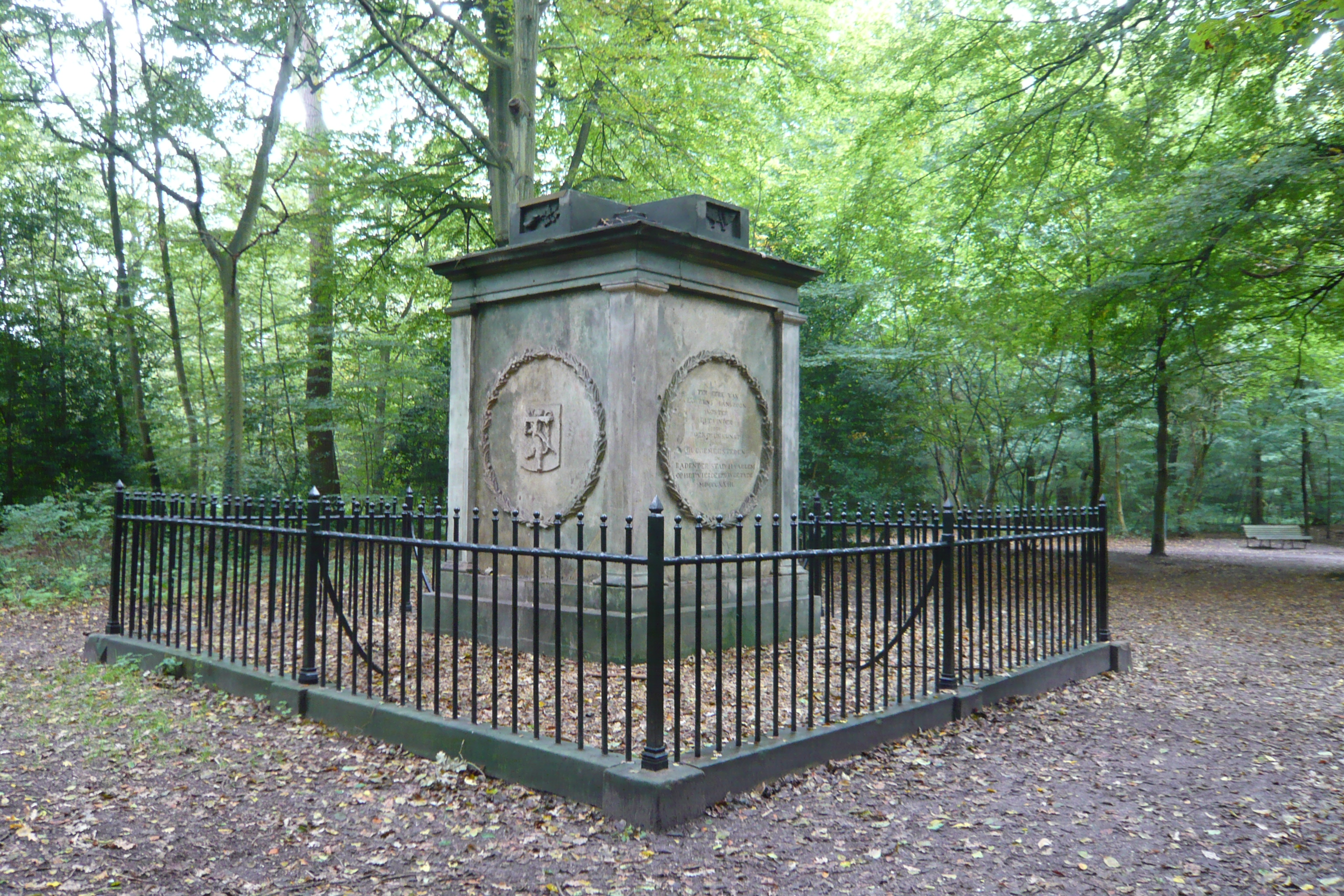
Costermonument in de Haarlemmerhout
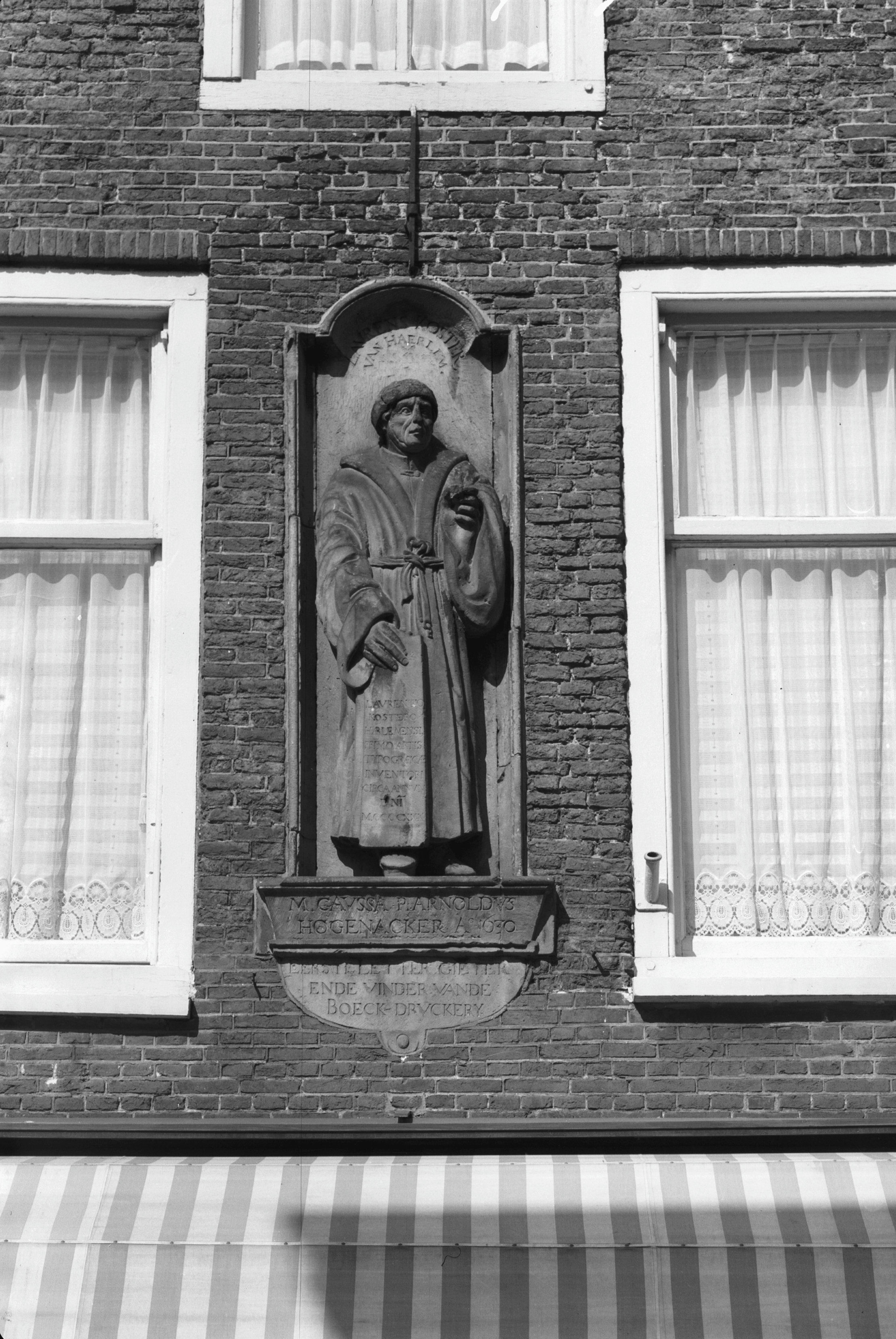
Beeld van Coster aan de Haarlemmerstraat te Leiden